# 人物周刊 (北京)
《人物周刊》，全称《北京广播电视报·人物周刊》，简称《北广人物》或《北广人物周刊》，是一份总部位于中国北京市的以人物报道为主的周刊，由北京广播电视报社主办、北京广播电视台主管。该杂志创刊于2003年，策划人为张光，现任社长为李浩，总编辑为张彪。
从2021年1月1日开始，《北广人物周刊》纸质版停刊，转型为新媒体。